# Zicht op Antwerpen met de bevroren Schelde

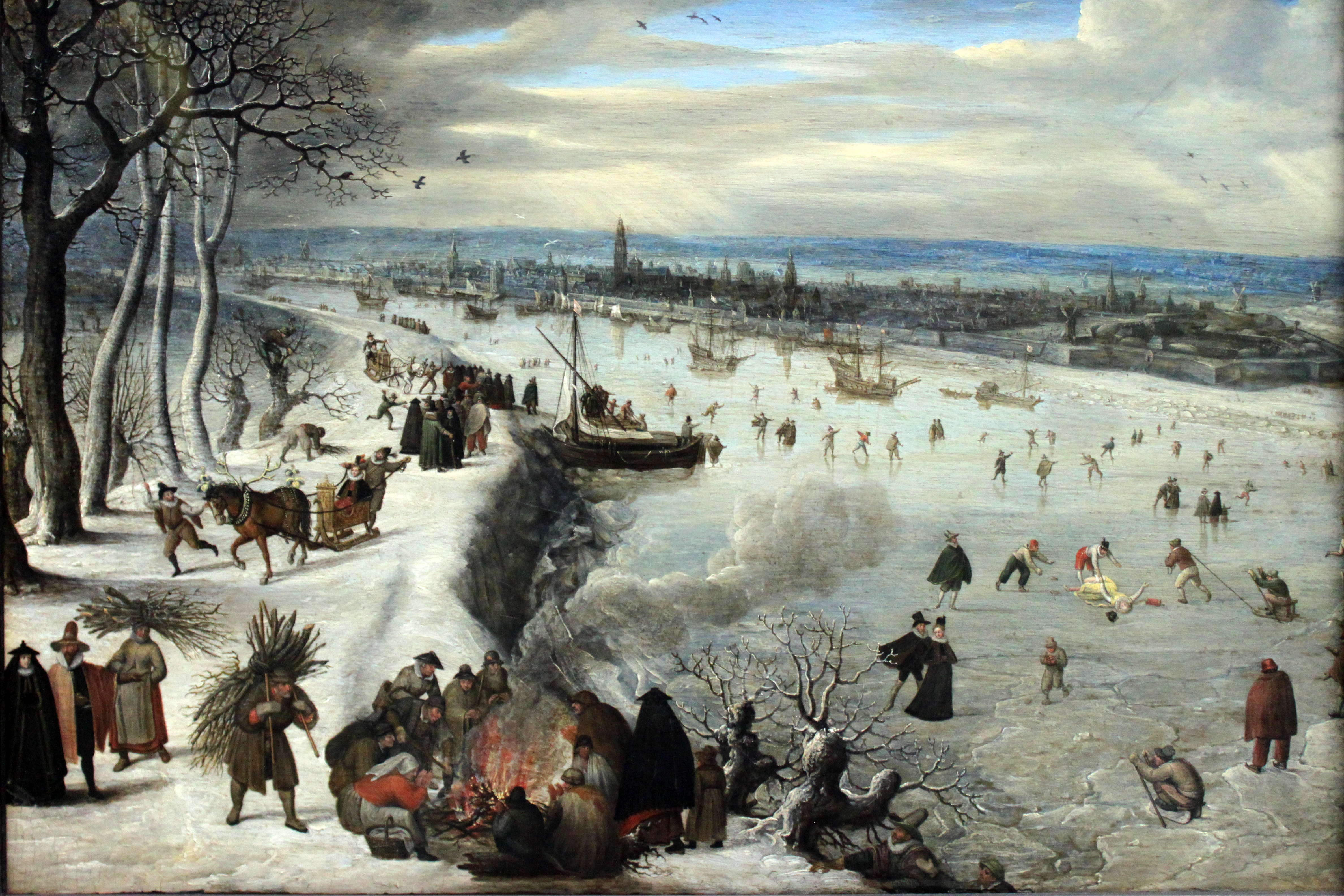
Zicht op Antwerpen met de bevroren Schelde

Zicht op Antwerpen met de bevroren Schelde is een schilderij van de Brabantse kunstschilder Lucas van Valckenborch. Het wordt ook Winterromantiek op 't Scheld tijdens de kleine ijstijd genoemd en behoort tot de collectie van het Städel Museum te Frankfurt am Main.

## Achtergrond
Bronnen geven verschillende jaartallen voor het ontstaan van dit doek. Het zou 1589 of 1593 kunnen zijn. Dat van Valckenborch geen fantast was en de Schelde in Antwerpen in die tijd inderdaad bevroor, kan worden afgeleid uit historische documenten. Het gebeurde enkele keren tijdens de zestiende eeuw met de meest barre winters in 1564, 1575 en 1595. Het KNMI heeft uit studies afgeleid dat het laatste kwart van de 16e eeuw een dieptepunt was van deze kleine ijstijd en mogelijk de koudste periode van dit millennium.

## Het schilderij en de topografie van Antwerpen
Lucas van Valckenborch was een schilder die zich voor zijn landschappen en genretaferelen liet inspireren door Pieter Bruegel. Hij bouwde, zoals Bruegel, zijn doek op met een voorgrond, een omlijnd middengebied en de oneindige verte. Veel van zijn tijdgenoten gingen niet realistisch te werk terwijl het werk van van Valckenborch dat vaak wel was en zijn werk soms topografisch erg accuraat.
Het schilderij toont de stad Antwerpen op de achtergrond, met haar kerken, windmolens en omwalling. Alleen de Onze-Lieve-Vrouwekathedraal en de Sint-Andrieskerk steken af tegen de horizon; er is geen concurrentie van de Boerentoren of andere hoogbouw. De wijk Het Zuid is er nog niet maar op die locatie wel de door de hertog van Alva opgerichte citadel. Dit Spaans militair centrum moest de stad verdedigen tegen de geuzen en tegelijk opstandige Antwerpenaren in bedwang houden.
Het centrale deel van het doek toont prominent de bevroren Schelde. Men ziet schaatsers en er wordt gesleed door mensen met boerenkiel of plooikragen van kant. Het ijs houdt enkele boten in zijn greep. Een smalle geul lijkt ijsvrij en bevaarbaar. De stedelijke burgerij vooraan staat rond een open vuur terwijl bezoekers van stand toekomen via door paarden getrokken arrensleeën. Lichte sneeuw dwarrelt bijna onzichtbaar neer.

## Frankfurt en de Schelde
''Zicht op Antwerpen met de bevroren Schelde'', zo wordt door kunsthistorici vermoed, werd niet in Antwerpen geschilderd. Van Valckenborch was als protestant naar Frankfurt uitgeweken. De Spaanse landvoogd Farnese had immers de Antwerpse protestanten gedwongen te bekeren tot het katholicisme, of de stad te verlaten. Velen trokken naar Amsterdam maar ook het tolerante Frankfurt bleek een vluchthaven. Ze waren meer dan welkom omdat het vaak om geschoolde mensen ging, die deze steden economisch vooruit hielpen. Men veronderstelt dat de idylle van de bevroren Schelde tot stand kwam op vraag van een migrant die heimwee had naar zijn geboortegrond en naar betere tijden. De Val van Antwerpen in 1585 had Antwerpen geen voorspoed gebracht.
Antwerpen telde rond 1590 nog amper 46 000 inwoners terwijl in 1566 er nog 100 000 werden geteld. De stad, heroverd door de Spanjaarden vlak voor het doek werd geschilderd, kreeg te lijden van de sluiting van de Scheldemonding. De internationale scheepvaart verminderde en de tol van de oorlogen deden de stad pijn maar toch zou Antwerpen een economisch en cultureel hart blijven.

## Antwerpen en de Schelde in de 21e eeuw
Het is zeer onwaarschijnlijk dat de Schelde, ter hoogte van Antwerpen nog in de komende decennia zal dichtvriezen. De klimaatopwarming is hiervoor niet nodig en de breedte van de rivier en haar debiet zijn nu zoveel groter dan in de tijd van van Valckenborch. Vooral het rechttrekken van de kaden in de negentiende eeuw waren de oorzaak hiervan. Andere oorzaken voor het niet dichtvriezen zijn de getijdenwerking en de vervuiling van het Scheldewater door de industrie. En als het nog zover zou komen, gaan ijsbrekers ervoor zorgen dat de rivier, om economische redenen bevaarbaar blijft. De kans om nog schaatsers te zien op de Schelde in Antwerpen is dus zeer klein.

## Tussen Galgenweel en de linker oever
Kunstkenners zeggen dat dit doek in de beslotenheid van een atelier tot stand is gekomen. Toch bestaat de plek van waaruit men dit gezicht heeft vanop de Linkeroever. Helemaal links op het schilderij is een van de welen te zien, ontstaan in de vijftiende en zestiende eeuw, na dijkbreuken door overstromingen. Het grootste weel is Galgenweel genoemd omdat er een galg naast stond. Bewijzen kan men het niet maar Lucas van Valckenborch moet minstens in gedachte op het smalle eind tussen het huidige Galgenweel en de linker oever van de Schelde hebben gestaan. Ook nu is van daar uit de stad aan de overkant te zien.

## Van Valckenborch en W.G. Sebald
Van Valckenborchs schilderij is niet onopgemerkt gebleven voor de Duitse schrijver W.G. Sebald. In zijn gelauwerde roman “Austerlitz” laat hij het gelijknamige hoofdpersonage kijken naar een merkwaardig detail uit het schilderij. Op het ijs, lang uitgestrekt, ligt een dame in kanariegele jurk, met naast haar, haar zwartfluwelen muts die van haar hoofd is gerold. Een kavalier met rode broek buigt zich bezorgd over haar en vraagt zich af of de dame bewusteloos is. "Het is alsof", zo schrijft Sebald “het kleine ongeluk waaraan de meeste beschouwers ongetwijfeld voorbijzien, telkens opnieuw gebeurt, dat het nooit meer ophoudt en door niets en niemand meer goed te maken valt."